# Aubuçargues
Aubuçargues (en francès Aubussargues) és un municipi francès situat al departament del Gard i a la regió d'Occitània.